# Condado de Clay (Georgia)
El condado de Clay (en inglés: Clay County) es un condado en el estado estadounidense de Georgia. En el censo de 2000 el condado tenía una población de 3357 habitantes. La sede de condado es Fort Gaines. El condado fue formado el 16 de febrero de 1854 a partir de porciones de los condados de Early y Randolph. Fue nombrado en honor a Henry Clay, el noveno Secretario de Estado de los Estados Unidos.

## Geografía

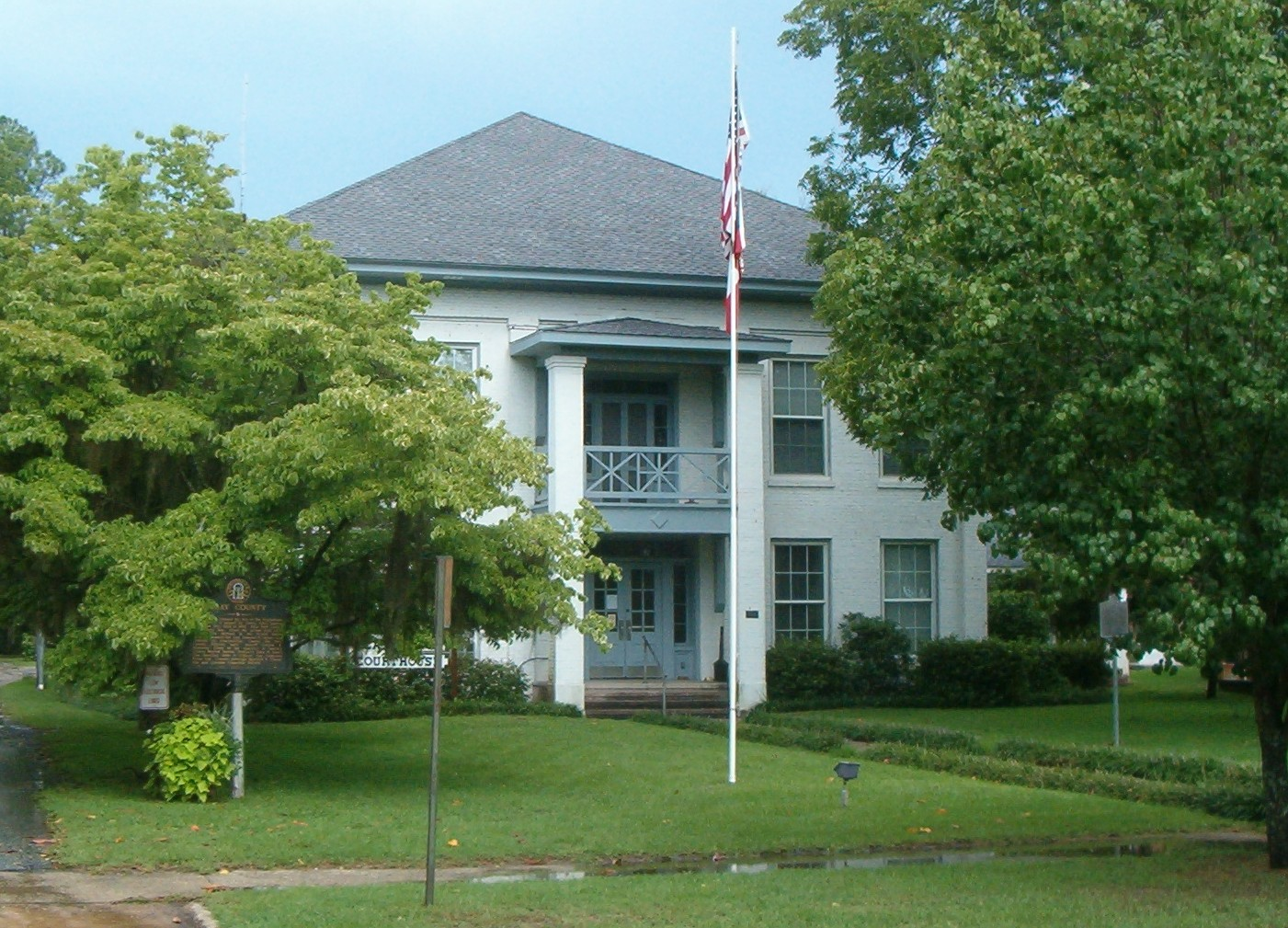
Juzgado del condado de Clay en Fort Gaines.

Según la Oficina del Censo, el condado tiene un área total de 562 km² (217 sq mi), de la cual 506 km² (195 sq mi) es tierra y 56 km² (22 sq mi) (10,04 %) es agua.

### Condados adyacentes
- Condado de Quitman (norte)
- Condado de Randolph (noreste)
- Condado de Calhoun (este)
- Condado de Early (sur)
- Condado de Henry, Alabama (oeste)
- Condado de Barbour, Alabama (noroeste)

## Autopistas principales
- U.S. Route 27
- Ruta Estatal de Georgia 37
- Ruta Estatal de Georgia 39
- Ruta Estatal de Georgia 266

## Demografía
En el  censo de 2000, hubo 3357 personas, 1347 hogares y 928 familias residiendo en el condado. La densidad de población era de 17 personas por milla cuadrada (7/km²). En el 2000, había 1925 unidades unifamiliares en una densidad de 10 por milla cuadrada (4/km²). La demografía del condado era de 38,43 % blancos, 60,47 % afroamericanos, 0,12 % amerindios, 0,27 % asiáticos, 0,06 % isleños del Pacífico y 0,66 % de dos o más razas. 0,95 % de la población era de origen hispano o latino de cualquier raza. 
La renta promedio para un hogar del condado era de $21 448, y el ingreso promedio para una familia era de $27 837. En 2000, los hombres tenían un ingreso medio de $26 557, contra $17 083 de las mujeres. La renta per cápita para el condado era de $16 819, y el 31,30 % de la población estaba bajo el umbral de pobreza nacional.

## Ciudades y pueblos
- Bluffton
- Fort Gaines